# Naturschutzgebiet Bahnwald (UN-028)
Das Naturschutzgebiet Bahnwald (UN-028) liegt auf dem Gebiet der Gemeinde Holzwickede im Kreis Unna in Nordrhein-Westfalen.
Das etwa 80 ha große Gebiet, das den 19,2 ha großen Stausee Hengsen umschließt, wurde im Jahr 1992 unter der Schlüsselnummer UN-028 unter Naturschutz gestellt. Es erstreckt sich nordöstlich von Geisecke, einem Ortsteil der Stadt Schwerte. Unweit nördlich verläuft die Landesstraße L 673 und nordwestlich die A 1, unweit südöstlich fließt die Ruhr, westlich erstreckt sich das 12 ha große Naturschutzgebiet Bahnwald (UN-035).

## Bedeutung
Die Ausweisung als Naturschutzgebiet erfolgt zur Erhaltung, Entwicklung und Wiederherstellung von Lebensgemeinschaften und Lebensstätten bestimmter wildlebender Pflanzen und wildlebender Tierarten. Als Lebensstätten bzw. Lebensgemeinschaften gelten hier insbesondere
- naturnahe Laubwaldbestände (Buchenmischwälder und erlenreiche Eichenwälder)
- Heckenkomplex und Kopfbaumreihen
- extensiv genutzte Grünlandbereiche
- Röhrichte
- Hochstaudenfluren und Brachflächen
- teilweise wassergefüllte Bombentrichter und sonstige Kleingewässer
- der Stausee mit seiner Ufervegetation